# Alexandre Finazzi
Alexandre Finazzi (São João da Boa Vista, 20 augustus 1973) is een Braziliaans voetballer.